# La Salud (Santa Cruz de Tenerife)
La Salud es un barrio de la ciudad de Santa Cruz de Tenerife (Canarias, España), que se encuadra administrativamente dentro del distrito de Salud-La Salle.
El barrio se divide en los núcleos de Salud Alto y Salud Bajo, separados por la calle de Guía de Isora.

## Características
El barrio se sitúa en una ancha faja de tierra entre los cauces de los barrancos de Santos y de Molina, a una altitud media de 155 m s. n. m. y a unos 3,5 kilómetros del centro de la ciudad.
Salud Bajo posee dos plazas públicas, un parque infantil, dos iglesias dedicadas a San Gerardo y Nuestra Señora de La Salud, una ermita dedicada a la Virgen de La Candelaria, farmacias, entidades bancarias, comercios —entre los que se encuentra un Molino de Gofio— y bares, los centros de enseñanza colegio Cervantes, escuela infantil Bentenuya, CEIP Gesta 25 de Julio, así como varias instalaciones deportivas —campo municipal de fútbol La Salud, pabellón municipal La Salud, terrero municipal de lucha Perico Perdomo y cancha de petanca San Gerardo—. También se encuentran aquí una Oficina Descentralizada del Ayuntamiento de Santa Cruz y parte del vivero municipal.
Salud Alto cuenta con su propia iglesia dedicada a Santiago Apóstol, varios parques infantiles, el centro cultural Santiago Apóstol, varias plazas públicas, farmacias, entidades bancarias, comercios, los centros de enseñanza Colegio Hispano y CEIP La Salud, así como varias instalaciones deportivas —polideportivo San Joaquín, campo de fútbol San Joaquín, cancha, pistas deportivas San Gerardo y polideportivo Santiago Apóstol—. También posee parte del vivero municipal y un mirador sobre el barranco de Santos y el barranco de Guerra.
El antiguo mercado del barrio, situado en Salud Alto, fue rehabilitado en 2008 como lugar de ensayo de numerosos grupos del carnaval.

## Historia
La Salud surge en la década de 1940 como urbanización marginal a partir de la parcelación ilegal de fincas agrícolas, dada la necesidad de nuevo suelo donde construir en la capital. Después, en la década de 1960, se construyen en Salud Alto edificios de protección oficial como la barriada 25 de Julio o las Mil Viviendas.

## Demografía
| Año        | 2005   | 2006   | 2007   | 2008   | 2009   | 2010   | 2014   |
| ---------- | ------ | ------ | ------ | ------ | ------ | ------ | ------ |
| Habitantes | 13.607 | 13.874 | 13.710 | 13.689 | 13.399 | 13.111 | 11.749 |

## Fiestas
El barrio de La Salud celebra fiestas patronales en honor a san Gerardo el 18 de octubre.

## Transporte público
El barrio posee una parada de taxi en la calle de Arona.
En guagua queda conectada mediante las siguientes líneas de Titsa: 
| Línea | Trayecto                                                                     | Recorrido     |
| ----- | ---------------------------------------------------------------------------- | ------------- |
| 026   | Santa Cruz - La Laguna (por barrio La Salud y finca España)                  | Horario/Línea |
| 901   | Intercambiador - B. La Salud - Cuesta Piedra (por vía Bco. de Santos)        | Horario/Línea |
| 904   | Plaza Weyler - Puente Zurita - Bº La Salud - Vuelta Los Pájaros              | Horario/Línea |
| 906   | Intercambiador - Barrio La Salud (Cuesta Piedra)                             | Horario/Línea |
| 911   | Muelle Norte - Ramblas - Cruz del Señor - Barrio de La Salud - Cuesta Piedra | Horario/Línea |

## Lugares de interés
- Pabellón municipal La Salud
- Terrero municipal de lucha Perico Perdomo
- Iglesia de San Gerardo
- Cueva-ermita de la Virgen de Candelaria
- Vivero Municipal de Santa Cruz de Tenerife
- Oficina descentralizada del Ayuntamiento de Santa Cruz
- Mirador de La Salud
- Molino de Gofio La Salud
- Parque El Dragón

## Galería

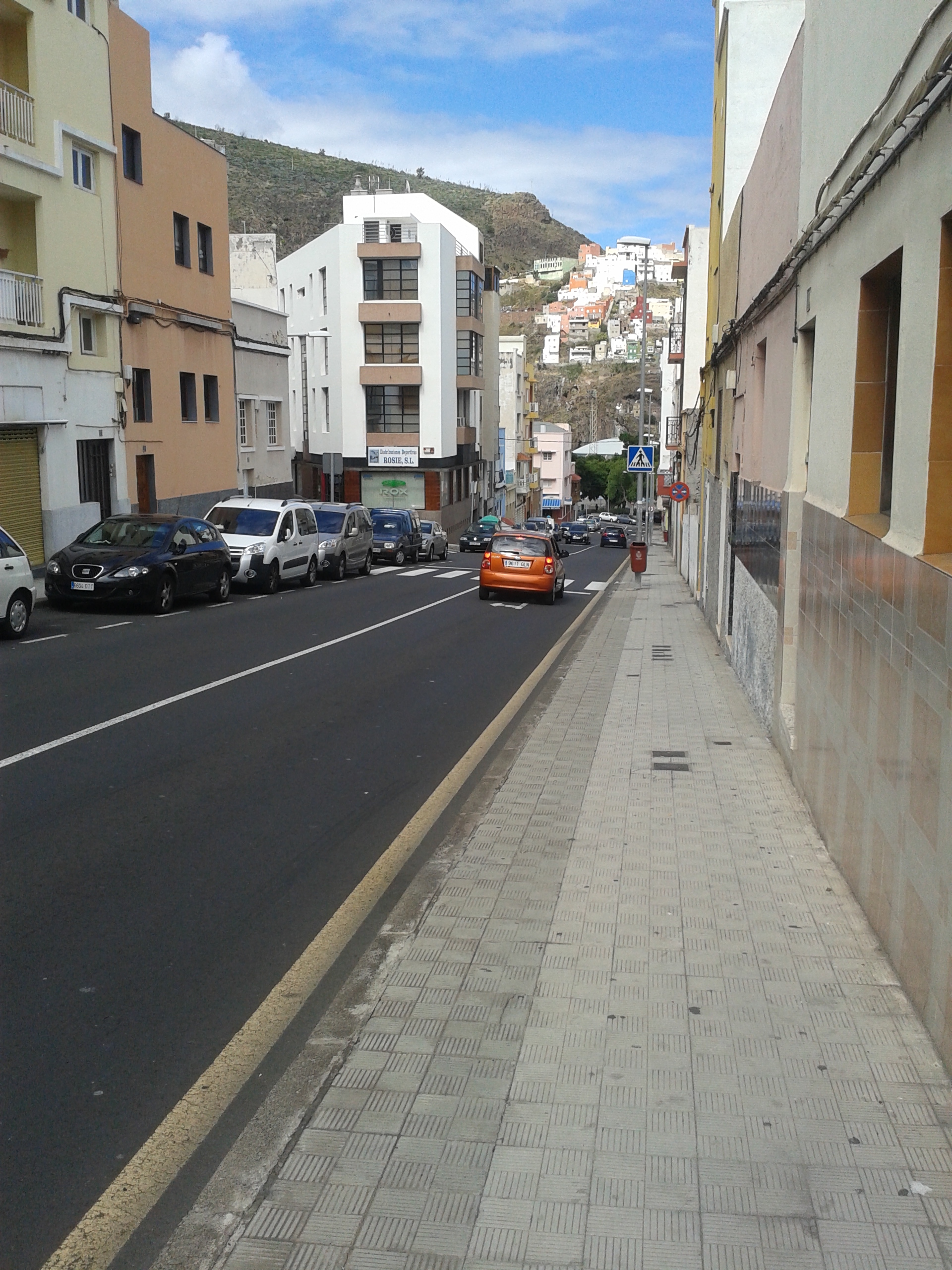
Calle Guía de Isora. Uno de los límites entre los dos núcleos del barrio.
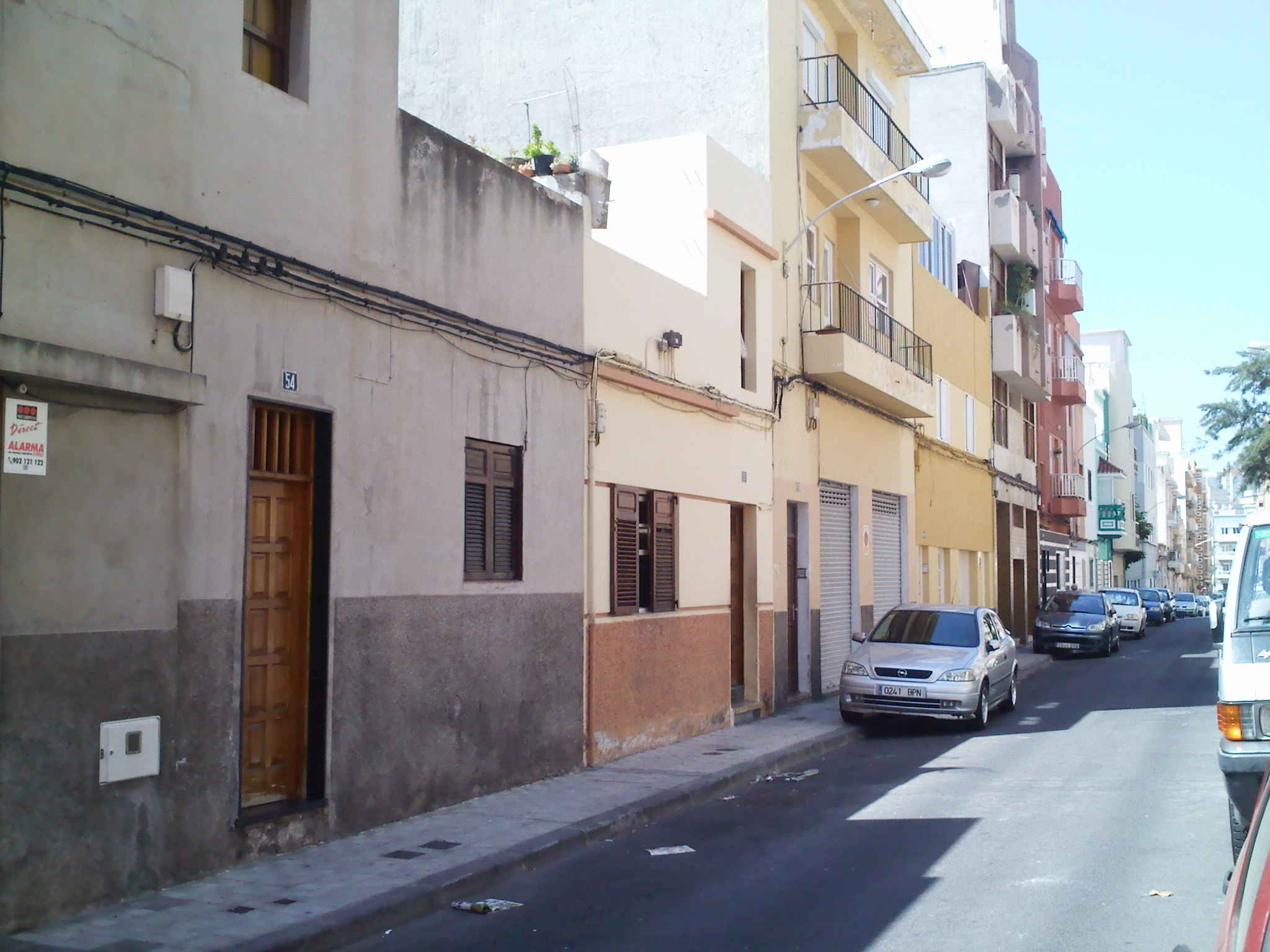
Calle Mencey Ventor del núcleo de Salud Bajo.
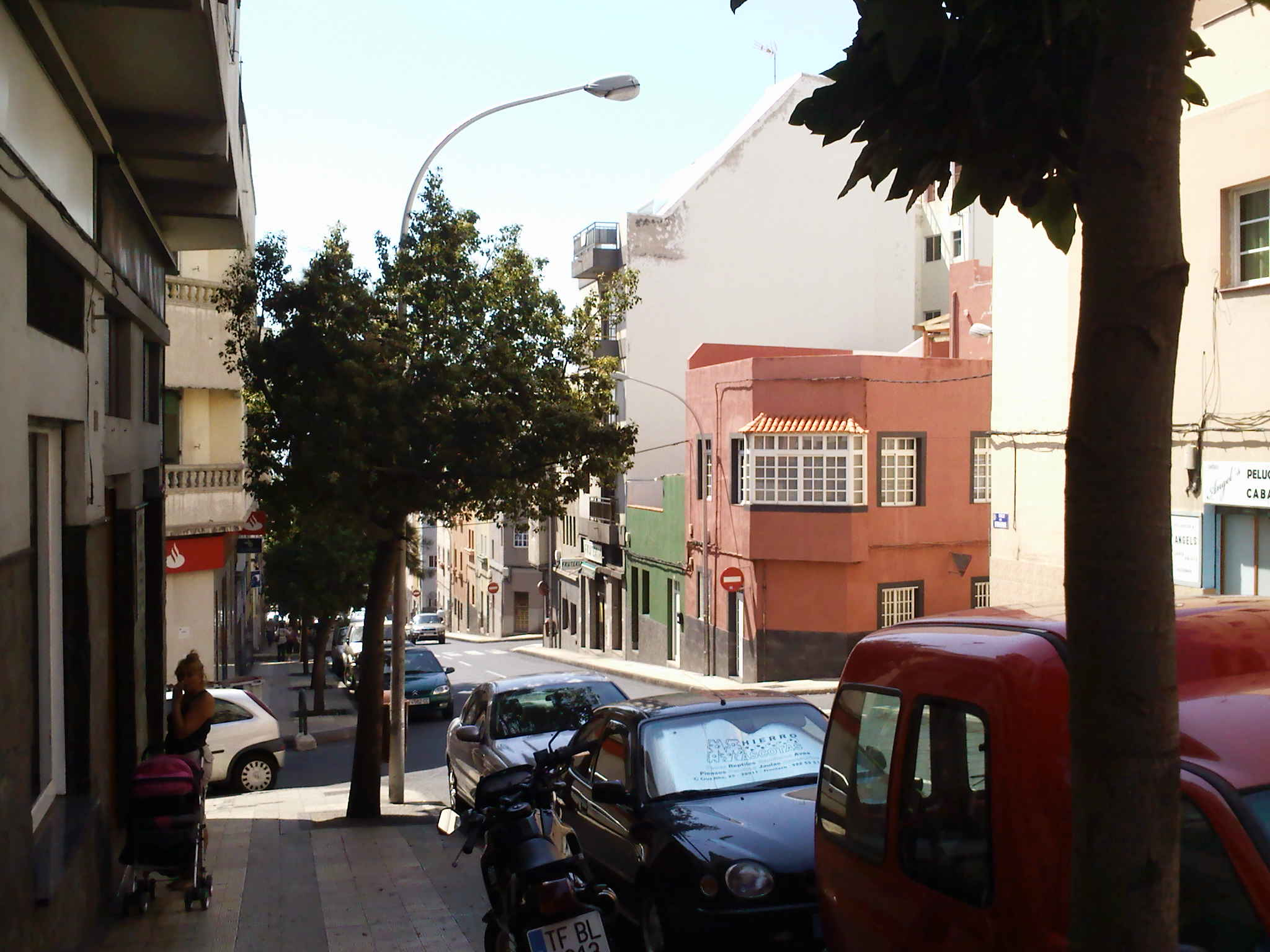
Calle de Benahoaro del núcleo de Salud Bajo.
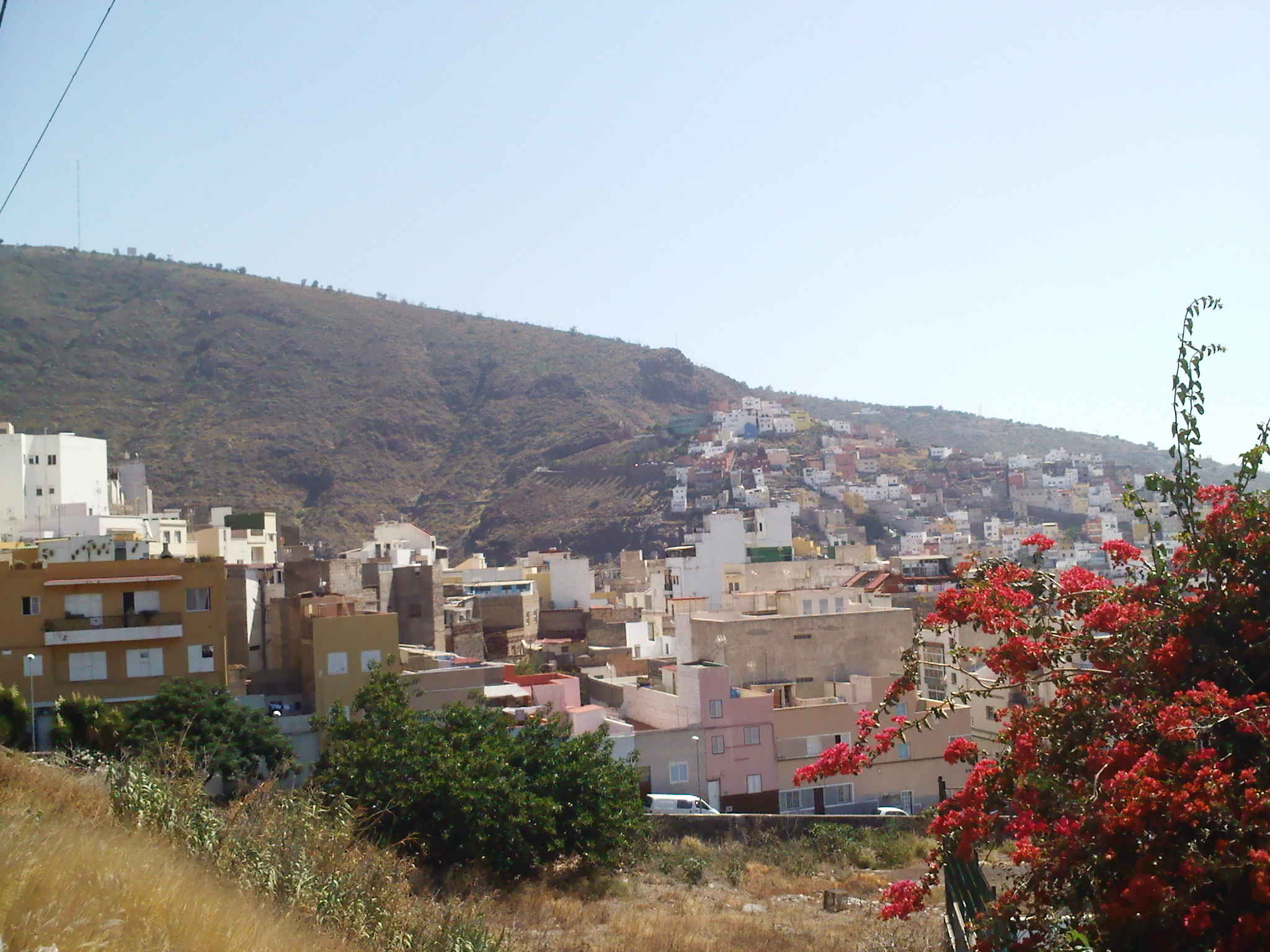
Salud Bajo y Barrio Nuevo vistos desde la zona de Villa Ascensión.
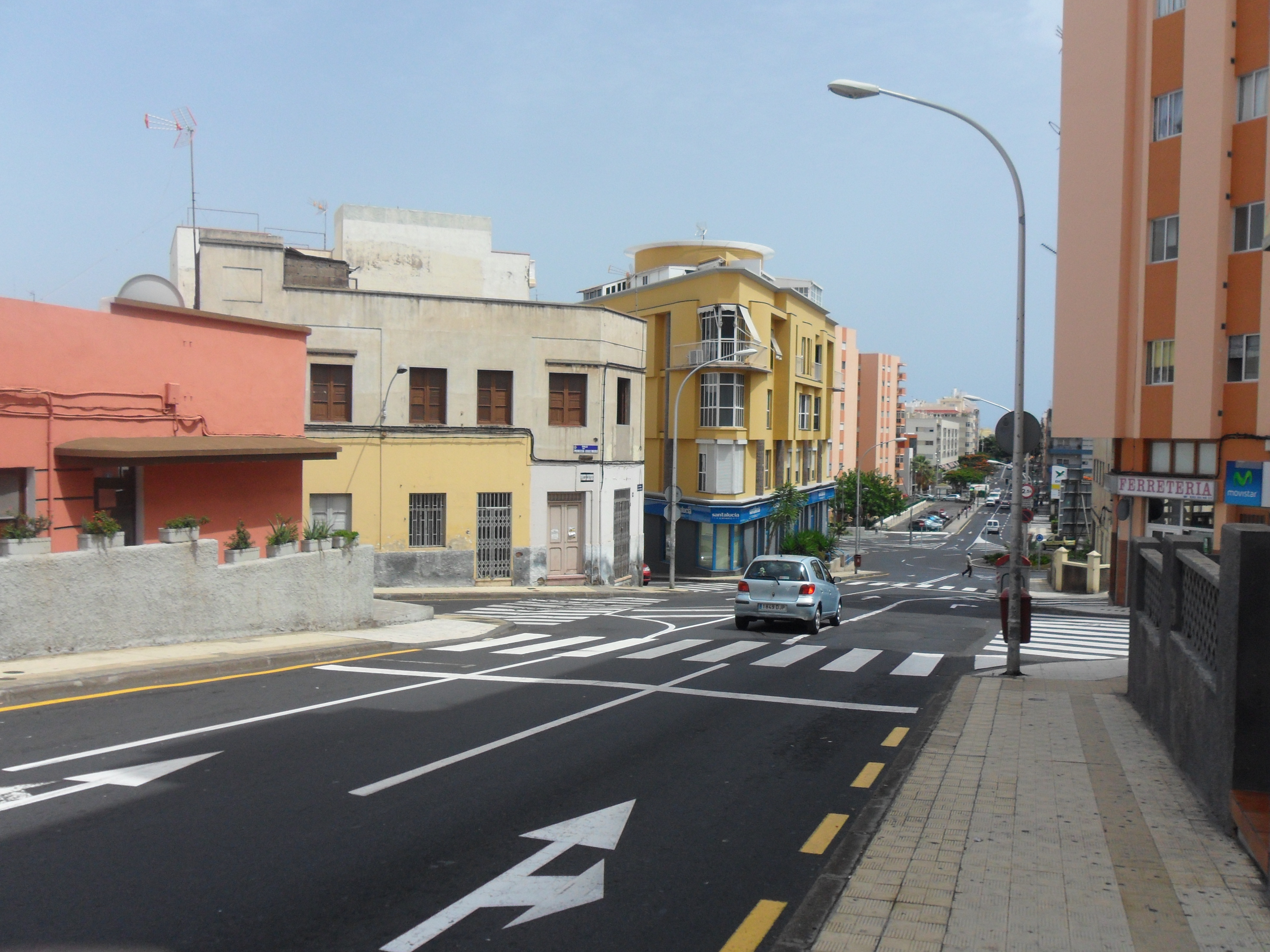
Avenida de Venezuela
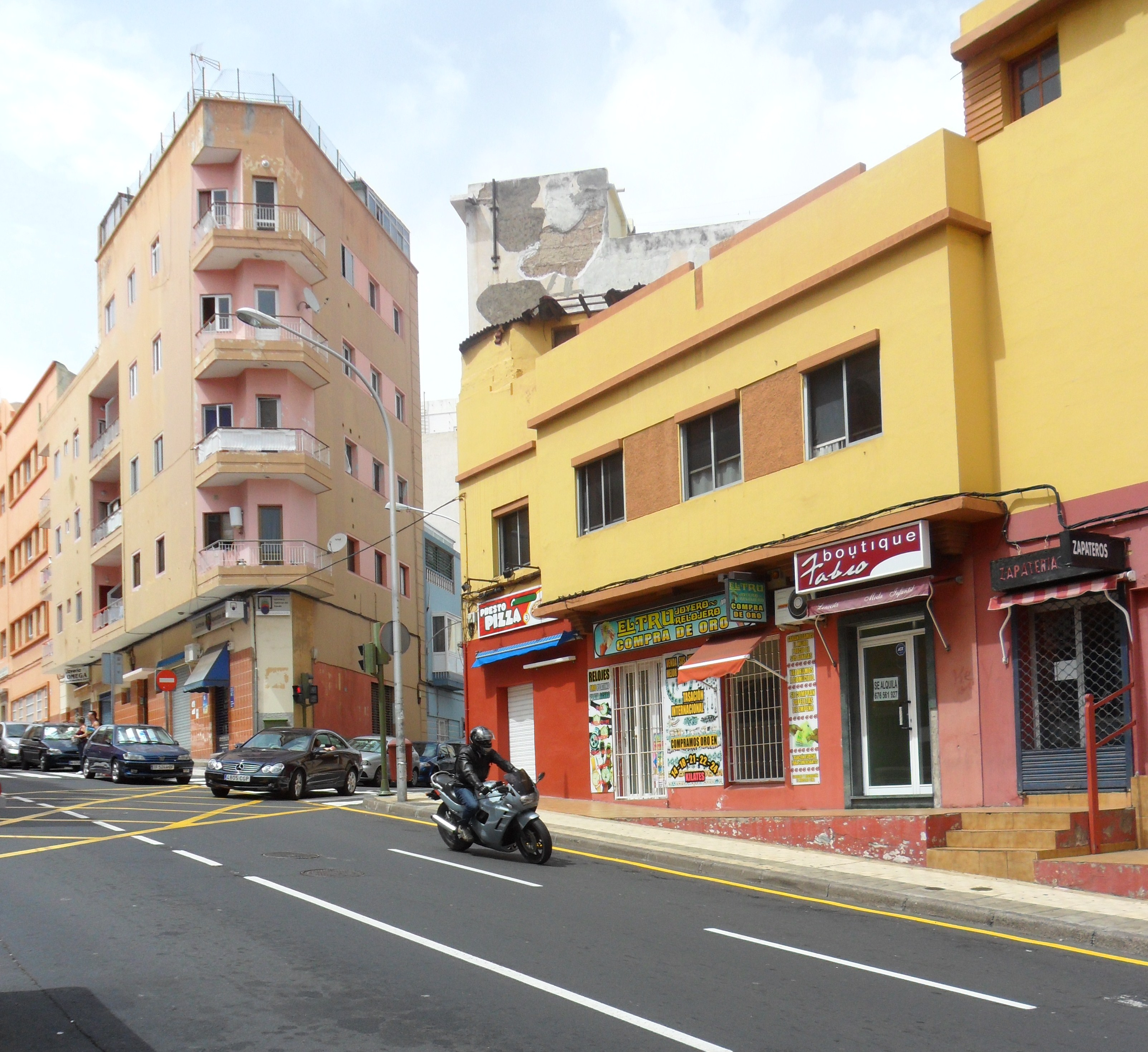
Avenida de Venezuela
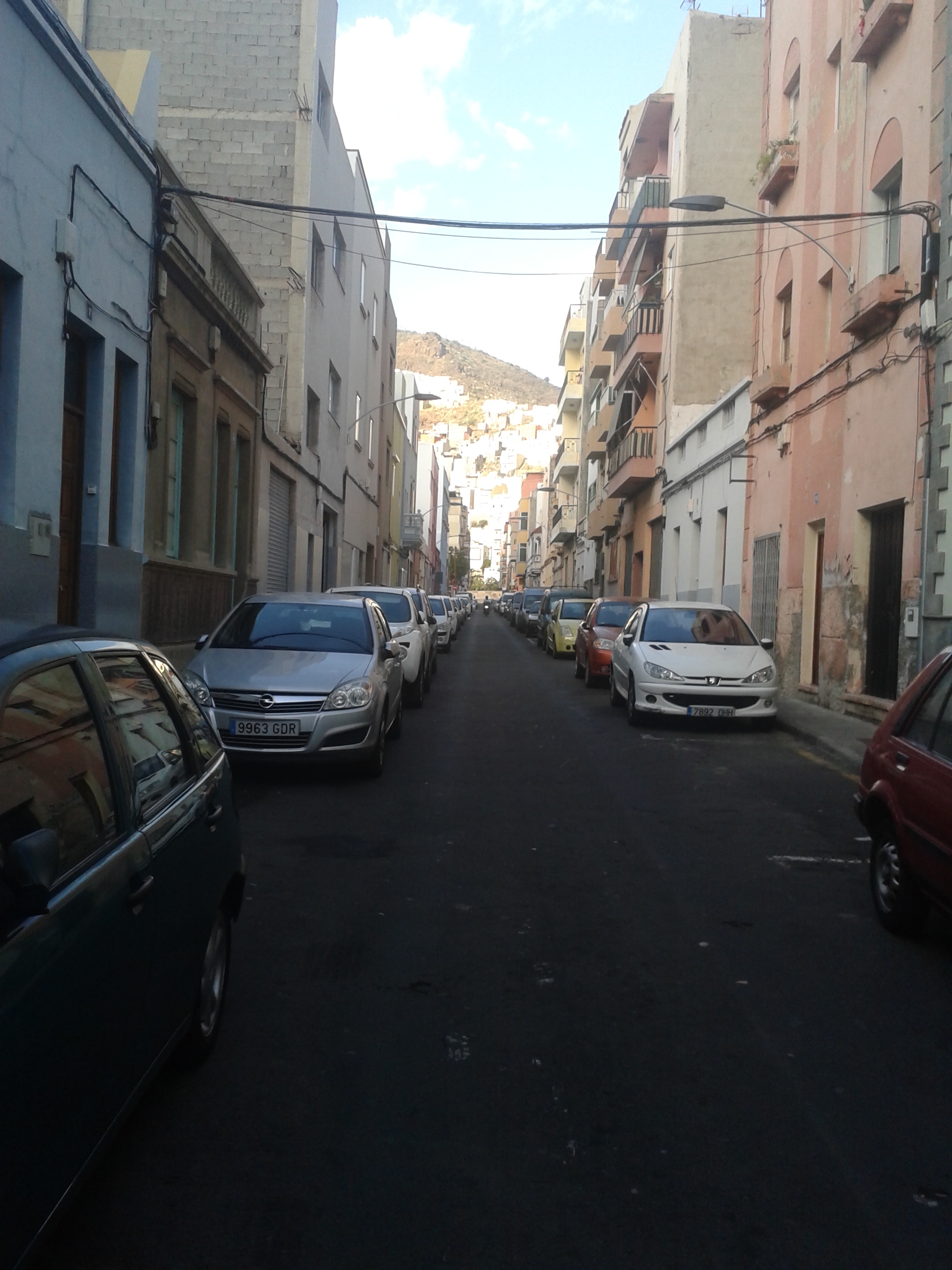
Calle Princesa Dácil en Salud Bajo. Al fondo Barrio Nuevo.